# Kanton Cany-Barville
Kanton Cany-Barville is een voormalig kanton van het Franse departement Seine-Maritime. Het kanton maakte deel uit van het arrondissement Dieppe. Het werd opgeheven bij decreet van 27 februari 2014 met uitwerking in maart 2015.

## Gemeenten
Het kanton Cany-Barville omvatte de volgende gemeenten:
- Auberville-la-Manuel
- Bertheauville
- Bertreville
- Bosville
- Butot-Vénesville
- Canouville
- Cany-Barville (hoofdplaats)
- Clasville
- Crasville-la-Mallet
- Grainville-la-Teinturière
- Malleville-les-Grès
- Ocqueville
- Ouainville
- Paluel
- Saint-Martin-aux-Buneaux
- Sasseville
- Veulettes-sur-Mer
- Vittefleur